# In the Evening
Az In the Evening az angol Led Zeppelin együttes első dala az 1979-es In Through the Out Door albumukról. Szerzője John Paul Jones basszusgitáros/billentyűsök, Jimmy Page gitáros és Robert Plant énekes voltak. Az albumon a billentyűs hangszerek kerültek az előtérbe, de az In the Eveningben ezek markáns jelenléte mellett Page gitárriffjeinek is nagy szerep jut. A közel 7 perces dal a leginkább hasonlít az albumról, az együttes korábbi, gitárközpontú szerzeményeihez.

## Történet
A Led Zeppelin 1977-es amerikai turnéján bekövetkezett botrányok, majd Plant fiának halála miatt a zenekar leállásra kényszerült. Az 1978-as év nagyrészt inaktívan telt, majd november és december folyamán stúdióba vonultak, hogy felvegyék a következő lemezt. A magas adószámüzetéseket elkerülvén, az ABBA svédországi stúdiójába a Polar Studiosban dolgoztak.
Az In the Evening megszületése nagyrészt John Paul Jones-nak köszönhető, mivel a lemez felvételei során Bonham és Page nagyrészt késő este jelentek meg a stúdióban, és dolgoztak az anyagon. Eleinte csak billentyűs hangszerekkel és dobokkal kezdődött a dal, amelyeket Jones jegyzett egy újonnan vásárolt dobgép segítségével. Később Page is hozzátette markáns stílusát, ellentétben az albumon hallható többi számmal.
A dal intrója búgó, indiai zenéket idéző gitáreffektekkel indít, amelyek előre-hátra áramlanak a csatornákon keresztül. Page az intróhoz felhasznált ötleteket a Lucifer ébredése című film zenéjéből merítette, amelyen még korábban dolgozott.
A klasszikus Zeppelin stílusban hangszerelt gitármorajt nemcsak a gitár, hanem egy rászerelt mechanikus hajlítóeszköz a gizmotron alkalmazásával érte el Page. A kézi készülékkel "végtelenül kitartott" effekteket lehet létrehozni, amely hasonló elven működik mint a tekerőlant, csak elektronikusan nem pedig mechanikus módon forog a kerék. Page elmondása szerint „a húrlábhoz kellett felszerelni, és az egyes húrokhoz tartozó gombokkal lehetett működtetni. A kerekek tulajdonképpen egyfajta vonóként szólaltatták meg a húrokat.” A gizmotron-t a 10cc gitárosa Lol Creme találta fel, de üzletileg nem lett sikeres, ezért nem terjedt el széles körben a használata. Page elmondása szerint az album Carouselambra című dalában is használta a szerkezetet. A dal intrója a keleti naplementét és zenét idézi a hallgató elé, amelyhez Page alapos utómunkálatoknak alávetett gitárhangjai adnak díszítést. Mindeközben John Bonham üstdobon kíséri a sejtelmes bevezetőt. Érdekesség hogy a dal intrójához kísértetiesen hasonló részek hallhatóak a Dazed and Confused szám középrészén, az 1973. évi Tampa Stadionban megrendezett koncertnek a bootleg felvételein. Itt a szám jammelésekkel teli középrészében, Page hegedűvonóval megszólaltatott gitárbetétjében hallható a hasonlóság.
Az intró lecsengése után belép a zenekar, és egy jellegzetes gitárriff kerül a középpontba, amely együtt menetel Bonham határozott dobolásával. Nem sokkal később belép Plant súlyos szólama, ami a dramatikus hatás megteremtése érdekében megvan duplázva. A dal szövege nehezen meghatározható, kivéve az ellentmondást nem tűrő refrén (I need you love - Szükségem van rád, szerelmem). A dal átvezetésében moll akkordok sorozata hallható, amit kifejezetten hangsúlyossá tesz a billentyűszólam. A dal nagy részét kitévő erőteljes riffek és a viszonylag csendes középső szakasz kontrasztot képez egymás ellen.
A dal gazdag drámaiságának a gitárrájátszások adnak élt, kihangsúlyozva a szerzemény monumentalitását és méla hangulatát. Feljátszásakor Page a kék színű, Lake Placid 1962 márkájú Fender Stratocaster gitárját használta, amelynek tőle ritka módon a tremolókarját is alkalmazza a szólónál. „Én vagyok a szóló elején szupermélyre nyomott tremolókarral. Aztán hirtelen felengedtem. Hallani lehet az erősítőkön keresztül a húrok rezgését a vibrato-hídon.” A dal záró refrénjében (6:02) Page a Cream Outside Woman Blues című dalában hallható Eric Clapton gitárriffet idézi meg.

### Utóélet
A dalt először még a lemez megjelenése előtt 1979. július 24-én a koppenhágai Falkoner Theatre-ben adták elő. Ezt követően az 1979-es Knebworth Festival-on is eljátszották, majd az In Through the Out Door lemez megjelenése után a koncertprogram állandó darabja lett. A koncerteken Page kíséret nélküli, hegedűvonós szólója után közvetlenül következett, a vizuális effektusok során a lézerfényt is alkalmazva a dal intrójánál. A Knebworth Festival-on adott koncert felvételre került, ezáltal az In the Evening előadása megtekinthető a 2003-ban kiadott Led Zeppelin DVD-n. Az 1980-as európai turnén a dal előadása átlépte a 8 perces hosszat. A Led Zeppelin feloszlása után a továbbiakban is előkerült a darab. Robert Plant 1988-ban a Now and Zen albumának a turnéján előadta a dalt, míg Page-dzsel közös, 1995/96-os turnéja során szintén felcsendült a dal. Utóbbi körút során nagyzenekarral és egyéb hangszeresekkel kiegészítve adták elő a szám átértelmezett verzióját.
A kritikusok többnyire pozitívan írnak róla, sokan tartják az In Through the Out Door legjobb dalának. A Rolling Stone korabeli áttekintésében Charles M. Young az album legjobb dalának nevezte, amely szerinte félúton helyezkedik el a When the Levee Breaks és az In the Light között. Young azonban hozzátette, hogy az éneket alig lehet érteni, valamint ebben a szerzeményben hallható az egyetlen nagy gitár riff az egész albumon. Jerry Prochnicky a Whole Lotta Led/Our Flight With Led Zeppelin könyv egyik szerzője szintén úgy véli, hogy ez a lemez legjobb dala, mivel ebben az egyben van kemény gitárriff. Az In Through the Out Door 2015-ös (Deluxe Edition) újrakiadása kapcsán a PopMatters egyik szerzője Andrew Doscas úgy vélte, hogy a dal erőfeszítésnek tűnik, ami inkább úgy hangzik, mintha a Led Zeppelin egy pop dalt akarna játszani. Hozzáfűzte, hogy Plant énekét alig lehet érteni.
A dalt Bonham fia Jason Bonham feldolgozta az In the Name of My Father – The Zepset – Live from Electric Ladyland című albumán. A Sly and Robbie nevezetű dub/reggae formáció a The Rhythm Remains the Same: Sly & Robbie Greets Led Zeppelin, míg a volt Dio gitáros Tracy G a Hip Hop Tribute to Led Zeppelin kiadványon dolgozta át.

## Közreműködők
- Jimmy Page – gitár, slide gitár, gizmotron
- Robert Plant – ének
- John Paul Jones – basszusgitár, Yamaha GX-1 szintetizátor
- John Bonham – dob, üstdob